# Carsac-de-Gurson
Carsac-de-Gurson település Franciaországban, Dordogne megyében. Lakosainak száma 212 fő (2022. január 1.). Carsac-de-Gurson Villefranche-de-Lonchat, Saint-Martin-de-Gurson, Saint-Méard-de-Gurçon, Montazeau és Montpeyroux községekkel határos.

## Népesség
A település népességének változása:
| Lakosok száma | 238  | 209  | 175  | 193  | 195  | 199  | 190  | 185  | 184  | 212  |
|               | 1968 | 1982 | 1990 | 2006 | 2013 | 2015 | 2017 | 2019 | 2020 | 2022 |